# Epaminondas (jeu)
Epaminondas est un jeu de plateau de stratégie inventé par Robert Abbott en 1975. Le jeu tire son nom du général thébain Epaminondas, renommé pour son utilisation stratégique de la phalange. Le concept de phalange étant essentiel à ce jeu.
Epaminondas fut à l'origine présenté sous le nom de Crossings dans le livre de Sid Sackson : A Gamut of Games. Alors que la version originale utilisait un plateau de dames de 8 × 8, la version actuelle utilise un plateau de  12 × 14 et des règles de capture différentes. Lors de sa publication, il fut présenté comme l'un des premiers jeux modernes à mentionner le nom de son inventeur dans ses règles.

## Phalange
Dans le jeu, une phalange est une ligne continue de deux pierres ou plus de même couleur, que ce soit horizontalement, verticalement ou diagonalement. Une pierre peut donc appartenir à plusieurs phalanges selon la direction considérée.

## Règles

### Mouvements
Les blancs jouent en premier puis les joueurs alternent.
Lors de son tour, chaque joueur peut déplacer une seule pièce d'une case dans n'importe quelle direction (comme le roi aux Échecs), ou bien déplacer une phalange d'un nombre de cases équivalent ou inférieur au nombre de pierres de cette phalange. Toute la phalange doit se déplacer de concert dans la direction de la phalange (trois pierres en diagonales peuvent ainsi se déplacer diagonalement de une, deux ou trois cases). Il n'est pas obligatoire de déplacer toute la phalange, on peut toujours séparer une phalange en deux tant que la partie déplacée ne se déplace pas de plus que sa propre longueur. Une phalange ne peut pas passer à travers des pierres de la même couleur.
Une règle additionnelle empêche que la partie ne se termine par un nul lorsqu'un joueur copie les déplacements de l'autre : il est interdit à un joueur de déplacer une pièce dans la dernière rangée, de telle façon que la position soit symétrique.[pas clair]

### Captures
Seules les phalanges peuvent capturer et la capture n'est jamais obligatoire.
- Si la tête d'une phalange termine sur une pierre ennemie solitaire, cette dernière est capturée
- Si la tête d'une phalange termine sur la tête d'une phalange ennemie dont la longueur est strictement inférieure, toute la phalange est alors capturée

### Victoire
Un joueur gagne lorsque, au début de son tour, il possède strictement plus de pierre sur la ligne la plus éloignée de son camp que l'adversaire n'en a sur la sienne. (Ainsi, si au début du tour de Noir, il y a plus de pierres noires sur la ligne A qu'il n'y a de pierres blanches sur la ligne Z, alors le joueur noir remporte la partie.) Ceci laisse donc à l'adversaire une chance de capturer certaines des pierres attaquantes ou de contre-attaquer dans le camp adverse lors de son tour.

## Liens Externes
- (en) Epaminondas sur BoardGameGeek